# NHibernate
NHibernate és una solució implementada per al mapatge d'objectes relacional (ORM) per .NET. És un port de la solució Hibernate de Java cap a C# per a la seva integració en la plataforma .NET.